# سون کلوهسی
سون کلوهسی (انگلیسی: Sean Clohessy؛ زادهٔ ۱۲ دسامبر ۱۹۸۶) یک فوتبالیست اهل بریتانیا است. او در پست هافبک بازی می‌کند. وی در ۲۰۱۳ به پرمیرشیپ اسکاتلند پیوست.
از باشگاه‌هایی که در آن بازی کرده‌است می‌توان به باشگاه فوتبال سالزبری سیتی، و باشگاه فوتبال ساوتند یونایتد، باشگاه فوتبال گیلینگام، باشگاه فوتبال آرسنال، باشگاه فوتبال لیتون اورینت، باشگاه فوتبال کولچستر یونایتد، باشگاه فوتبال سالزبری سیتی، و باشگاه فوتبال کیلمارنوک اشاره کرد.